# Deinypena marginepunctata
Deinypena marginepunctata är en fjärilsart som beskrevs av Holland 1894. Deinypena marginepunctata ingår i släktet Deinypena och familjen nattflyn. Inga underarter finns listade i Catalogue of Life.